# Abraomas Kulvietis
Abraomas Kulvietis (kolem 1509 – 19. června 1545) byl právník a profesor univerzity v Královci.
Kulvietis se narodil do šlechtické rodiny v litevské Kulvě. V letech 1528 a 1537 studoval na několika evropských univerzitách včetně univerzity v Krakově. Jakožto protestant byl nucen v roce 1542 Litvu opustit. Odešel do Královce, kde na univerzitě vyučoval hebrejštinu a řečtinu.
Jeho hymnus Malonus dėkavojimas Ponui Dievui byl otištěn ve sbírce Gesmes Chriksczoniskas, Gedomas Baszniczosu Per Aduenta ir Kaledas ik Gramniczu sestavené Martynasem Mažvydasem.

## Dílo
- "Confessio fidei Abr. Culvensis", 1543
- do litevštiny přeložil katechismus